# KTM
KTM-Sportmotorcycles GmbH is een Oostenrijks motorfiets-, fiets- en automerk. Het is in 1934 door Hans Trunkenpolz in Mattighofen opgericht als "Kraftfahrzeuge Trunkenpolz Mattighofen" Sinds 1954 produceert KTM motorfietsen en sinds 1964 ook fietsen, mountainbikes en racefietsen. Het bedrijf is voornamelijk bekend van zijn terreinmotoren, hoewel tegenwoordig ook wegmotoren worden geproduceerd.

## Bedrijf
KTM-Sportmotorcycle GmbH is onderdeel van het beursgenoteerde KTM AG (voorheen: KTM Power Sports AG) en ontwikkelt en produceert motoren en ATV's onder de merken KTM, Husqvarna en sinds 2020 GasGas.

### Historie

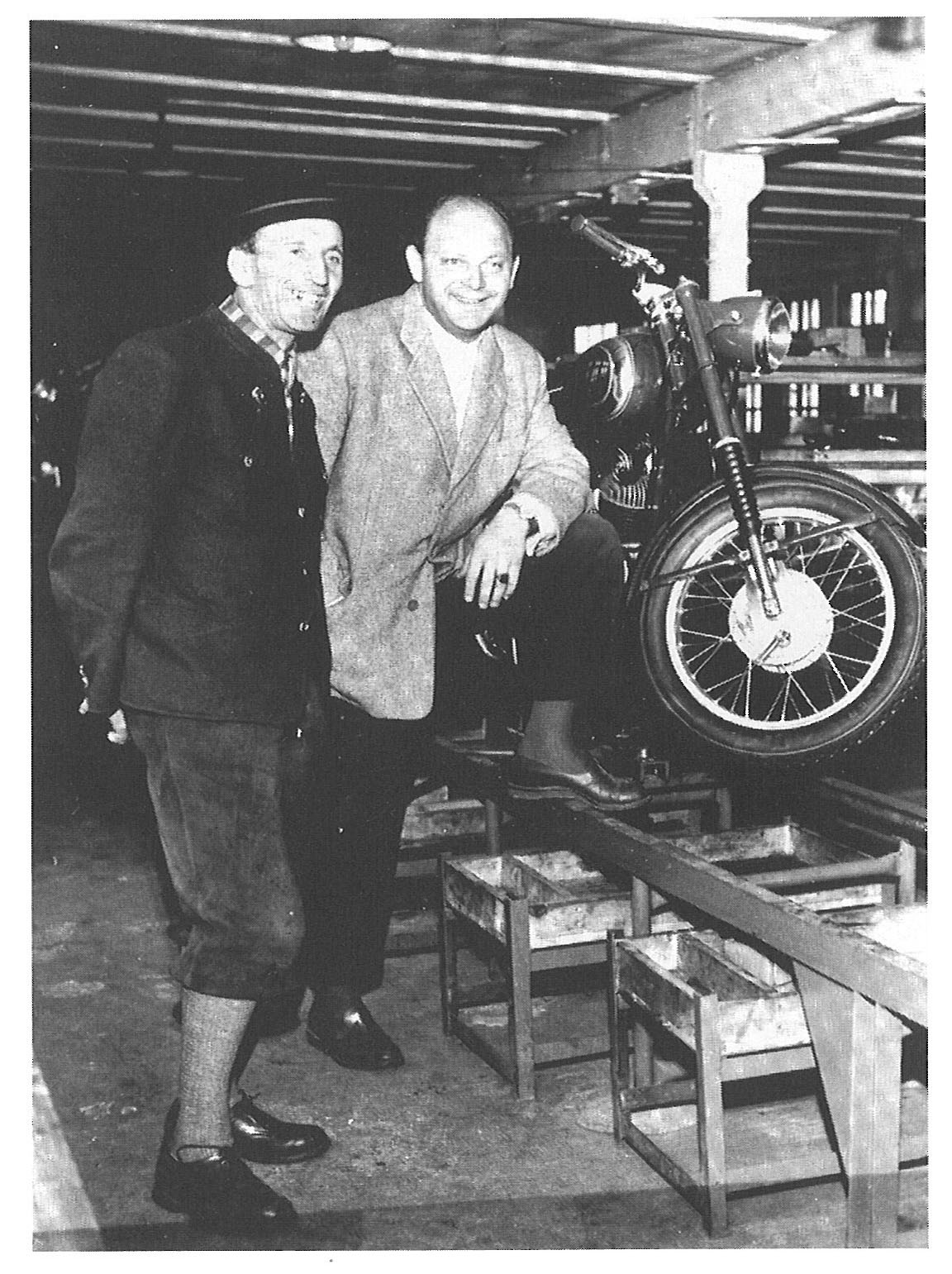
Hans Trunkenpolz en Ernst Kronreif in de jaren vijftig

KTM is een afkorting van Kraftfahrzeuge Trunkenpolz Mattighofen, later Kronreif Trunkenpolz Mattighofen, Motorradbau Moser & Co., later Motorradfabrik Kronreif & Trunkenpolz, KTM motorfahrzeugbaugesellschaft Kronreif & Trunkenpolz en KTM motor-Fahrzeugbau KG Kronreif & Trunkenpolz, Mattighofen. Het bedrijf kwam voort uit de Firma Moser & Co. die al in 1934 door Hans Trunkenpolz was opgericht en die ook al motorfietsen met Rotax-inbouwmotoren maakte. Nadat Ernst Kronreif in 1953 tot het bedrijf toetrad begon KTM met de inbouw van 98cc Rotax-blokjes. In 1949 was al een motorfiets gebouwd, de 100 L, die echter weinig succes had. Er volgden 123cc-motorfietsen en 123- en 147cc-scooters, eveneens met Rotax-motoren. Later werden ook 50cc-modellen en diverse lichte motorfietsen met Sachs-, Rotax- en eigen motoren gebouwd. In Amerika werden KTM's onder de naam Penton verkocht.
Tot 1988 heeft KTM ook bromfietsen en snorfietsen gemaakt.
Na een faillissement kwam KTM in 1991 in handen van verschillende banken, die het bedrijf hebben opgesplitst in:
- KTM Sportmotorcycles GmbH (nu KTM-Sportmotorcycle AG), gespecialiseerd in terreinmotoren
- KTM Fahrrad GmbH, voor fietsen
- KTM Kühler GmbH, producent van koelsystemen voor auto's en motoren sinds 1984
- KTM Werkzeugbau GmbH, later opgegaan in KTM Sportmotorcycles

In 1999 ging het gerucht dat KTM Moto Guzzi wilde overnemen, maar dat gebeurde uiteindelijk niet.
In 2013 heeft de KTM groep de motorenfabriek Husqvarna van BMW overgenomen.
In 2019 nam KTM een belang van 60% in GasGas. KTM kreeg hierdoor toegang tot kennis van elektrische motoren. GasGas profiteerde van het bij KTM beschikbare kapitaal en het distributienetwerk van KTM en Husqvarna. GasGas ging voortaan modellen produceren die gebaseerd waren op KTM's.

## Motoren

### Terreinmotoren

#### Crossmotoren
KTM heeft Crossmotoren in de SX-lijn met een 50cc, 65cc, 85cc, 125cc, 144cc, 150cc, 200cc of 250cc, 300cc tweetaktmotor of een 250cc, 350cc, 450cc of 500cc. viertaktmotor

#### Enduro
De EXC-lijn van KTM zijn enduromotoren uitgevoerd met een 125cc, 200cc, 250cc of 300cc tweetaktmotor of een 250cc, 350cc, 450cc, 500cc of 690cc viertaktmotor. Deze motoren zijn al jaren favoriet onder de endurorijders. Deze modellen zijn voor de weg goedgekeurde crossmotoren, die daarvoor zijn uitgevoerd met verlichting, spiegels en soms wijzigingen als 5 of 6 versnellingen. Sinds 2011 is de freeride toegevoegd als lichte 350cc enduro en in 2012 een volledig elektrische versie hiervan.
KTM heeft een aantal jaren de Superenduro gemaakt, een enduromotor met een 950cc LC8 motorblok dat meer dan 100pk produceerde.

#### Adventure
De Adventure-modellen zijn allroadmotoren met een tweecilinder viertaktmotor uitgevoerd met 990cc en sinds 2012 1195cc (150pk en 125Nm). Deze motoren zijn gebaseerd op de 950 Adventure met LC8-motor waarmee Fabrizio Meoni in 2002 de Dakar Rally won. Van alle Adventure-motoren is er ook een R versie. Dat model is hetzelfde als de gewone versie alleen met een iets langere (+/- 30mm) veerweg, een iets langer rijwielgedeelte, een andere naloop en een grotere grondspeling. Bovendien hebben deze modellen een 21" voorwiel en 18" achterwiel om beter in het terrein (offroad) te kunnen rijden. De Adventure R-modellen hebben geen elektronische vering, omdat dit in het terrein geen voordelen biedt.
Sinds 2013 worden alle Adventuremodellen standaard uitgerust met MSC (Motor Stability Control). Dit laat slip toe op de wielen en past de ABS aan tijdens het remmen in slecht terrein en speciaal onder een hellingshoek.

### Wegmotoren
KTM produceert sinds de introductie van de Duke in 1994 ook wegmotoren.

#### Superbike
De in 2008 geïntroduceerde RC8 is een superbike ontwikkeld om mee te doen om het wereldkampioenschap superbike en heeft een 1195cc motor.

#### Supermoto
De Supermoto zijn supermotardmotoren met een eencilinder motor van 450cc of 690cc of een 990cc tweecilinder motor.

#### Naked
De Duke modellen zijn naked bikes van 125cc, 200cc, 250cc, 373cc, 690cc, 799cc, 990cc en sinds kort ook de 1290cc geschikt voor wat langere afstanden dan de supermoto-modellen.

## Auto
In 2007 werd voor het 50-jarige bestaan van KTM een auto gebouwd: de KTM X-Bow. Dit is een ultralichte sportauto met Audi-motor gemaakt voor op het circuit, hoewel deze goedgekeurd is voor weggebruik.